# Taipingzhuang (sockenhuvudort i Kina, Liaoning Sheng, lat 40,17, long 122,81)
Taipingzhuang är en sockenhuvudort i Kina. Den ligger i provinsen Liaoning, i den nordöstra delen av landet, omkring 190 kilometer söder om provinshuvudstaden Shenyang. Antalet invånare är 15 610. Befolkningen består av 7 617 kvinnor och 7 993 män. Barn under 15 år utgör 16,0 %, vuxna 15-64 år 74 %, och äldre över 65 år 8,0 %.
Runt Taipingzhuang är det ganska tätbefolkat, med 166 invånare per kvadratkilometer. Närmaste större samhälle är Kuangdonggou, 8,8 km väster om Taipingzhuang. I omgivningarna runt Taipingzhuang växer i huvudsak blandskog.
Genomsnittlig årsnederbörd är 1 033 millimeter. Den regnigaste månaden är juli, med i genomsnitt 314 mm nederbörd, och den torraste är januari, med 8 mm nederbörd.